# Bolten (Berg)
Der Bolten (norwegisch für Bolzen) ist ein kleiner und isolierter Berg im ostantarktischen Königin-Maud-Land. Er ragt 5 km östlich der Nunatakker Litvillingane auf der Ostseite des Ahlmannryggen auf.
Norwegische Kartografen benannten den Berg deskriptiv und nahmen anhand von Luftaufnahmen und Vermessungen der Norwegisch-Britisch-Schwedischen Antarktisexpedition (1949–1952) und Luftaufnahmen aus den Jahren von 1958 und 1959 der Dritte Norwegische Antarktisexpedition (1956–1960) eine Kartierung vor.